# Slivnica (Dimitrovgrad)
Slivnica es un pueblo ubicado en el municipio de Dimitrovgrad, Serbia. Según el censo de 2002, el pueblo tenía una población de 18 personas.